# Простір T0
Простір {\displaystyle T_{0}} — топологічний простір, що задовольняє одній з найслабших аксіом відокремлюваності {\displaystyle T_{0}}. Ці простори також називаються просторами Колмогорова.

## Визначення
Топологічний простір {\displaystyle X} називається простором {\displaystyle T_{0}}, якщо для будь-яких двох різних точок {\displaystyle x,y\in X} існує відкрита множина {\displaystyle U\subseteq X}, така що одна з цих двох точок належить цій підмножині, а інша - ні. На відміну від простору {\displaystyle T_{1}}, якщо {\displaystyle x\in U}, але  {\displaystyle y\notin U}, то кожен відкритий окіл точки y може мати x своїм елементом.
Еквівалентно можна визначити, що {\displaystyle X} є простором {\displaystyle T_{0}}, коли будь-які його дві точки не є граничними точками одна одної.

## Приклади і властивості
- Більшість типових прикладів топологічних просторів є просторами {\displaystyle T_{0}} і простори, що не є {\displaystyle T_{0}} вважаються "дуже патологічними". Прикладами просторів {\displaystyle T_{1}} є зокрема: простір дійсних чисел із звичайною топологією, евклідові простори і, в більш загальному випадку, метричні простору. Кожен дискретний простір є простором {\displaystyle T_{0}}.
- Кожен простір {\displaystyle T_{1}} зокрема гаусдорфів простір є простором {\displaystyle T_{0}}.
- Будь-який простір з антидискретною топологією не є простором {\displaystyle T_{0}}. Також якщо на дійсному векторному просторі топологія породжена напівнормою, що не є нормою, то такий топологічний простір не є простором {\displaystyle T_{0}}.
- Прикладом простору, що задовольняє аксіому {\displaystyle T_{0}}, але не є простором {\displaystyle T_{1}} є множина {\displaystyle X=\{a,b\}} з топологією {\displaystyle \tau _{0}={\big \{}\emptyset ,X,\{a\}{\big \}}}. Іншими такими прикладами є топологія перекривних інтервалів, топологія замкненого розширення і простір Серпінського. Також спектр кільця із топологією Зариського є простором {\displaystyle T_{0}} але в загальному випадку не є простором {\displaystyle T_{1}}.
- Підмножина простору {\displaystyle T_{0}} з індукованою топологією є простором {\displaystyle T_{0}}.
- Декартовий добуток просторів {\displaystyle T_{0}} теж є простором {\displaystyle T_{0}}.
- На множині точок довільного топологічного простору ввести відношення еквівалентності: {\displaystyle \,x\sim y} тоді й тільки тоді коли довільна відкрита множина, що містить x містить також y і навпаки. Фактор-простір по цьому відношенню буде простором {\displaystyle T_{0}}.